# سيراس إي. ديتز
سيراس إي. ديتز (بالإنجليزية: Cyrus E. Dietz)‏ هو قاضي ومحامي أمريكي، ولد في 17 مارس 1876 في Omega Township, Marion County, Illinois ‏ في الولايات المتحدة، وتوفي في 13 سبتمبر 1929 في مولين في الولايات المتحدة.